# Yuri Hosei
Yuri Hosei (* 20. Mai 2005 in Ise, Japan) ist eine palauische Schwimmerin.
Hosei trat bei den Schwimmweltmeisterschaften 2022 in Budapest, 2023 in Fukuoka, den Schwimmweltmeisterschaften 2024 in Doha sowie den Olympischen Sommerspielen 2024 in Paris an. In den Wettbewerben über 50 m Freistil kam sie jeweils auf hintere Ränge.
Außerdem hat sie bisher an den Micronesian National Championships 2019, den Kurzbahnweltmeisterschaften 2021 in Abu Dhabi, den Pazifikspielen 2023 in Honiara und den XIII OSA Championships 2024 teilgenommen.